# Hemispingus atropileus
Hemispingus atropileus là một loài chim trong họ Thraupidae.